# Paulina Troncoso
Paulina Alejandra Troncoso Iribarren (Antofagasta, 13 de diciembre de 1983) es una astrónoma chilena que investiga la formación y evolución de las galaxias, con énfasis en las etapas tempranas del Universo.Se ha dedicado a la difusión de la Astronomía, especialmente para personas con discapacidad visual, e innovación de metodologías para comunicar la ciencia.

## Estudios
En 2006, obtuvo su Licenciatura en Física en la Universidad Católica del Norte, siendo la primera egresada de la carrera. Su profesor tutor fue Sergio Curilef con quien publicó tres artículos en Física estadística.
En 2009, recibió su grado de magíster en Astrofísica en la Pontificia Universidad Católica de Chile bajo la guía de Leopoldo Infante. Su magíster fue financiado por una beca del Observatorio ALMA.
En enero de 2013, obtuvo su doctorado en Investigación de la Astrofísica en la Universidad de Roma La Sapienza (Italia) y la red Europea ELIXIR, enfocada en proveer el máximo retorno científico del telescopio espacial James Webb Space Telescope (JWST).
En su doctorado midió la dinámica y el contenido de oxígeno existente en una muestra de galaxias lejanas llamada AMAZE y LSD, estas galaxias son tan lejanas que datan de cuando el Universo tenía un 15 % de su edad actual. Esta investigación se realizó bajo la tutela de Roberto Maiolino y fue financiada por la beca doctoral Marie Curie.
Realizó investigaciones de posdoctorado en la Universidad del Ruhr de Bochum (Alemania) enfocada en el contenido metálico de la muestra CALIFA, luego se adjudicó un fondecyt postdoctoral en la Pontificia Universidad Católica, junto a Nelson Padilla y Leopoldo Infante, para estudiar la evolución de galaxias que forman estrellas en ambiente de densos, i.e. cúmulos de galaxias.

## Carrera académica
Desde 2017 hasta 2019 fue académica de la Universidad Autónoma de Chile en Santiago.Desde enero de 2020, es la directora de la Licenciatura en Astronomía de la Universidad Central de Chile.
Durante 2017-2018, Paulina fue la vicepresidenta de SOCHIAS, encargada de los asuntos de investigadores postdoctorales, proyectos de difusión y directora, por parte de SOCHIAS, de la Fundación parque Astronómico y es socia de la Asociación Red de Investigadoras. Durante el año 2009, trabajó por la concesión de cincuenta años del parque Astronómico Atacama, que fue finalmente otorgada a fines del 2013.
Sus líneas de investigación son la formación evolución de galaxias y como un ambiente denso puede afectar su posterior evolución. Debido a su formación doctoral, enfocada en el uso del NIRSpec del JWST, se ha dedicado al estudio de las propiedades espacialmente resueltas de las galaxias usando espectroscopia de campo integral (IFS) y observaciones de ALMA y simulaciones hidrodinámicas que permiten determinar la dinámica y mapas de los gases y estrellas que componen las galaxias.
En 2015, junto a su equipo de investigación, descubrieron una galaxia que nació en etapas muy tempranas del Universo, cuando tenía solo un 5 % de su edad actual. Al modelar esta galaxia, determinó que tiene características similares a galaxias cercanas como la pequeña nube magallanes y nuestra propia Vía Láctea. Paulina bautizo está galaxia como Tayna, que en lengua Aimara significa primogénito, aludiendo a ser la primogénita del Universo. Esta investigación se hizo analizando las imágenes más profundas que ha tomado el telescopio Hubble, tomando casi 600 vueltas en el marco del proyecto Hubble Frontier Field 10. Además, participó en ChiVO: el primer observatorio virtual chileno.
Se ha encargado del manejo de la base de datos chilena del survey UVAS+ATLAS, el cual ha mapeado todo el hemisferio sur. Con estos datos es posible describir estadísticamente poblaciones de galaxias y como ellas cambian en el tiempo.

## Difusión científica
Desde 2015, Paulina se ha dedicado a desarrollar metodologías y técnicas para enseñar procesos astrofísicos a personas con discapacidad visual. En una primera instancia, el Observatorio ALMA financió el diseño y construcción de material táctil, masificado en impresoras 3D, así como también la creación de sonidos que representan ciertos procesos astrofísicos como las capas del Sol, rotación de las galaxias, etc.
Perteneció al colectivo de divulgación Eureka!.
Antes del eclipse del 2 de julio de 2019, Paulina y su equipo lograron construir en Chile el dispositivo lightsound y orchestra que diseñó Wanda Díaz y su equipo accesibilidad en Harvard. El observatorio ESO financió la reproducción de cien de estos dispositivos que serán repartidos a lo largo de Chile para escuchar el eclipse 2020 en el sur de Chile.
Su trabajo en esta área la ha llevado a ser seleccionada como asesora para temas de Astronomía en el Ministerio de Ciencia, Tecnología, Conocimiento e Innovación de Chile.

## Publicaciones
Nota: Esta es una lista de los trabajos científicos más citados de la investigadora; para revisar el listado completo, revise el perfil de la investigadora en Google Scholar.
- «Metallicity evolution, metallicity gradients, and gas fractions at z~ 3.4». Astronomy & Astrophysics. 2014. doi:10.1051/0004-6361/201322099.
- «Dynamical properties of AMAZE and LSD galaxies from gas kinematics and the Tully-Fisher relation at z  ~  3⋆». Astronomy & Astrophysics. 2010. doi:10.1051/0004-6361/201015465.
- «Constraints on the star-formation rate of z ~ 3 LBGs with measured metallicity in the CANDELS GOODS-South field⋆». Astronomy & Astrophysics. 2014. doi:10.1051/0004-6361/201322704.